# Dénigrement du Japon

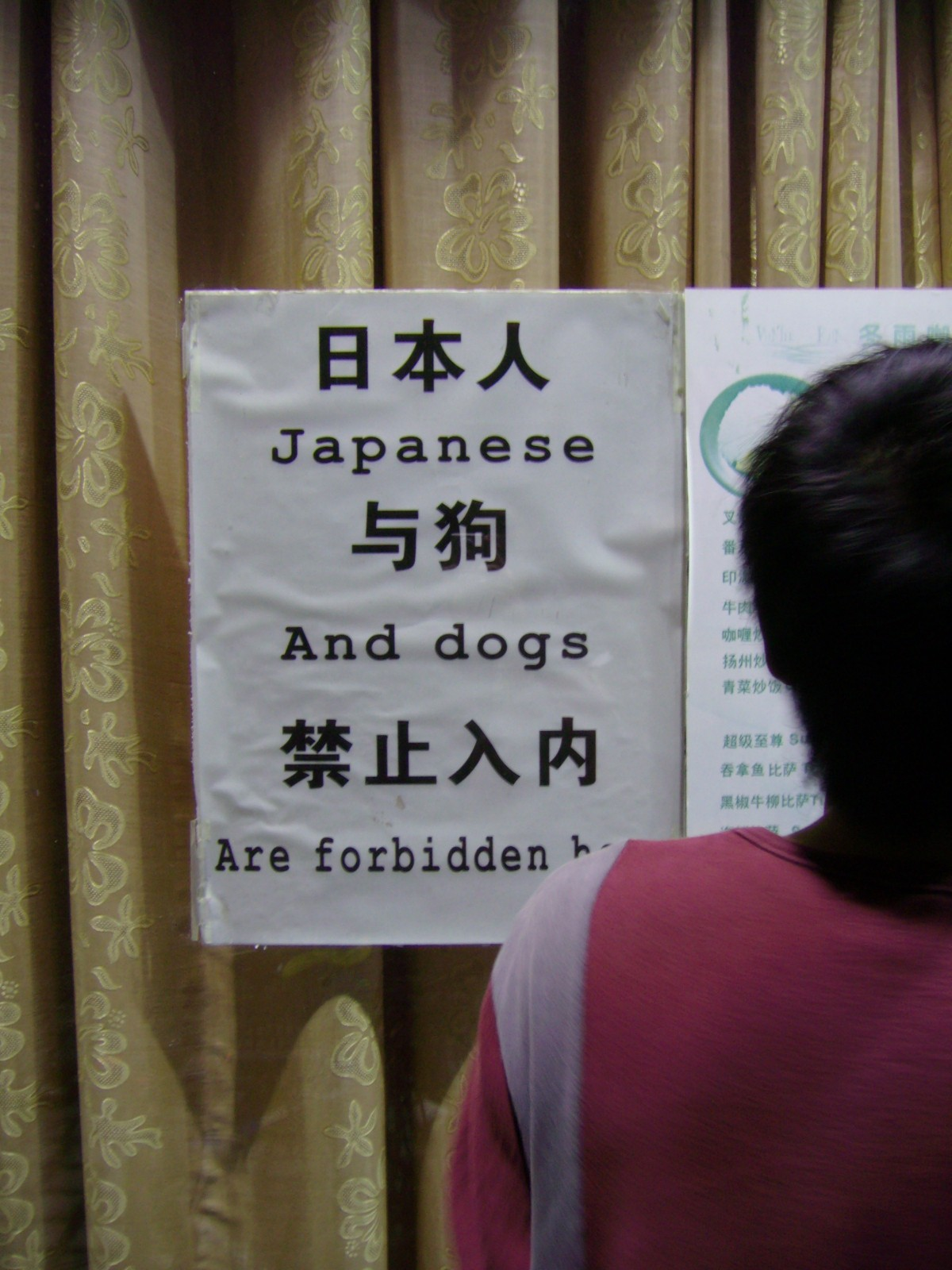
Panneau anti-japonais à l'entrée d'un restaurant à Guangzhou en Chine.

Le dénigrement du Japon, ou Japan-bashing, est un terme qui renvoie au sentiment antijaponais, particulièrement aux États-Unis. 

## Étymologie
Le terme est inventé dans les années 1980 par Robert C. Angel, lobbyiste salarié du gouvernement japonais. À l'époque, Angel est président du « Japan Economic Institute » basé à Washington, organisme financé et supervisé par le ministère japonais des Affaires étrangères
Désirant contrer le protectionnisme américain croissant et la suspicion à l'époque au sujet de la croissance de l'économie japonaise et de sa rapide pénétration du marché de l'électronique grand public, du marché américain de l'automobile ainsi que l'achat de société et de bâtiments américains très en vue, Angel a cherché une façon de discréditer les critiques du Japon en insinuant que leur critique était fondée sur le racisme et la xénophobie. « J'ai cherché une phrase à utiliser pour discréditer les critiques du Japon », dit Angel plus tard. « Et j'espérais pouvoir discréditer les critiques les plus efficaces en les amalgamant avec les gens ignorants qui, en tant que critiques, étaient une gêne pour tout le monde ».
Il essaye le terme « anti-japonisme » dans les discours et entretiens, mais cela ne prend pas. Puis il essaye Japan bashing. Le terme fait rapidement son chemin et gagne en popularité. « Les premiers à reprendre l'expression sont les médias japonais », dit Angel. « Toutefois, dans l'année qui suit, la presse américaine a commencé à utiliser le terme ». Le terme devient une arme dans la guerre de relations publiques menée à Washington sur la politique commerciale et les relations économiques États-Unis-Japon. 
Angel, qui dit être à présent embarrassé par son triomphe, commente : « Je considère mon modeste succès de relation publique avec une certaine honte et de la déception ». Et d'ajouter: « Ces gens qui utilisent (le terme) ont la particularité d'être mes dupes intellectuelles ».

## Le Japan-bashing aujourd'hui
Comme la bulle économique du Japon a éclaté à la fin des années 1980 et que le pays est entré en récession longue, la popularité du terme s'est dissipée.